# Nesotropha pygmaeodes
Nesotropha pygmaeodes är en fjärilsart som beskrevs av Turner 1926. Nesotropha pygmaeodes ingår i släktet Nesotropha och familjen spinnmalar. Inga underarter finns listade i Catalogue of Life.